# Thomisops pupa
Thomisops pupa là một loài nhện trong họ Thomisidae.
Loài này thuộc chi Thomisops. Thomisops pupa được Ferdinand Karsch miêu tả năm 1879.